# 日本船員雇用促進センター
公益財団法人日本船員雇用促進センター（にほんせんいんこようそくしんセンター、英称：Seamen's Employment Center of Japan）は、船員の方々の雇用の促進、雇用の安定、資格取得などを支援する事業を実施しているほか、国際協力事業としての開発途上国船員養成や我が国船舶に乗組む外国人船員の講習等を実施している公益法人。元国土交通省所管。略称はSECOJ（セコジ）。
1978年（昭和53年）6月1日の発足当初は財団法人日本船員福利雇用促進センター（にほんせんいんふくりこようそくしんセンター）であったが、2013年（平成25年）4月1日より公益財団法人への移行に伴い現在の名称となった。

## 概要
- 船員の雇用の促進及び安定、資格取得などを支援する事業を実施しているほか、国際協力事業としての開発途上国船員養成や日本船舶に乗組む外国人船員の講習等を実施している。
- 船員の雇用の促進及び安定を図る事業等は、船員の雇用の促進に関する特別措置法に基づく船員雇用促進センターとして運輸大臣から指定を受け実施している。
- 所在地：〒104-0044　東京都中央区湊1丁目6番11号 ACN八丁堀ビル6階
- 会長：工藤泰三（日本郵船株式会社代表取締役会長）